# Selección de fútbol sala de Yemen
La Selección de fútbol sala de Yemen es el equipo que representa al país en los torneos de la especialidad; y es controlado por la Asociación de Fútbol de Yemen.

## Estadísticas

### Copa Mundial de Futsal FIFA
| Copa Mundial de fútbol sala de la FIFA | Copa Mundial de fútbol sala de la FIFA | Copa Mundial de fútbol sala de la FIFA | Copa Mundial de fútbol sala de la FIFA | Copa Mundial de fútbol sala de la FIFA | Copa Mundial de fútbol sala de la FIFA | Copa Mundial de fútbol sala de la FIFA | Copa Mundial de fútbol sala de la FIFA |
| Año                                    | Ronda                                  | J                                      | G                                      | E                                      | P                                      | GF                                     | GC                                     |
| -------------------------------------- | -------------------------------------- | -------------------------------------- | -------------------------------------- | -------------------------------------- | -------------------------------------- | -------------------------------------- | -------------------------------------- |
| 1989 - 2021                            | No participó                           | No participó                           | No participó                           | No participó                           | No participó                           | No participó                           | No participó                           |
| Total                                  | 0/9                                    | -                                      | -                                      | -                                      | -                                      | -                                      | -                                      |

### Copa Asiática de Futsal de la AFC
| Copa Asiática de Futsal de la AFC | Copa Asiática de Futsal de la AFC | Copa Asiática de Futsal de la AFC | Copa Asiática de Futsal de la AFC | Copa Asiática de Futsal de la AFC | Copa Asiática de Futsal de la AFC | Copa Asiática de Futsal de la AFC | Copa Asiática de Futsal de la AFC |
| Año                               | Ronda                             | J                                 | G                                 | E                                 | P                                 | GF                                | GC                                |
| --------------------------------- | --------------------------------- | --------------------------------- | --------------------------------- | --------------------------------- | --------------------------------- | --------------------------------- | --------------------------------- |
| 1999 - 2022                       | No participó                      | No participó                      | No participó                      | No participó                      | No participó                      | No participó                      | No participó                      |
| Total                             | 0/16                              | -                                 | -                                 | -                                 | -                                 | -                                 | -                                 |

### Copa Árabe de Futsal
| Copa Árabe de Futsal | Copa Árabe de Futsal | Copa Árabe de Futsal | Copa Árabe de Futsal | Copa Árabe de Futsal | Copa Árabe de Futsal | Copa Árabe de Futsal | Copa Árabe de Futsal |
| Año                  | Ronda                | J                    | G                    | E                    | P                    | GF                   | GC                   |
| -------------------- | -------------------- | -------------------- | -------------------- | -------------------- | -------------------- | -------------------- | -------------------- |
| 1998 - 2007          | No participó         | No participó         | No participó         | No participó         | No participó         | No participó         | No participó         |
| 2008                 | Fase de grupos       | 4                    | 0                    | 0                    | 4                    | 5                    | 46                   |
| 2021 - 2022          | No participó         | No participó         | No participó         | No participó         | No participó         | No participó         | No participó         |
| Total                | 1/6                  | 4                    | 0                    | 0                    | 4                    | 5                    | 46                   |